# Johann Jacoby
Johann Jacoby (Königsberg, 1805. május 1. – Königsberg, 1877. március 6.) porosz demokrata politikus.

## Életútja
Orvostant hallgatott és 1830-ban mint gyakorló orvos szülővárosában telepedett le, ahol egyik vezérlő egyéniséggé lett és a napi kérdéseket röpiratokban tárgyalta (Über das Verhältnis des Oberregierungsrats Streckfuss zuder Emanzipation der Juden és Der Streit der Paedagogen u. der Ärzte). Különösen a Vier Fragen, beantwortet von einem Ostpreussen (Mannheim, 1841) c. röpiratával tette nevét ismertté, amennyiben ezen, alkotmányt sürgető röpirata miatt felségárulási perbe fogták és fényes védőbeszéde dacára két és fél évi várfogságra ítélték el, az ítéletet azonban a felsőbíróság 1843-ban megsemmisítette. Ismételt összeütközésekbe keverték a hatóságokkal a következő röpiratai: Das königliche Wort Friedrich Wilhelms III.; Preussen im Jahr 1845 és Beschränkung der Redefreiheit (1846). 1849-ben Raumer helyére a frankfurti parlament tagjává választották és a csonka parlament tanácskozásaiban is részt vett. 1863-ban választóihoz intézett beszéde miatt, melyben a hadsereg reformja, illetőleg az alkotmányos konfliktus megszüntetésére egyedül eszközül az adó megtagadást ajánlotta, hat hónapi fogságra ítélték. Az 1866-os testvérháború következményeit és Németország politikai átalakulását nem akarta elismerni. Az 1870-es háború kitörésekor a nemzetközi demokrácia szószólója volt és tiltakozott a háború és vérontás elrendelése ellen, minek folytán Falkenstein tábornok Bismarck parancsára Lötzen várába internálta. Később Elzász-Lotaringia annektálása ellen is tiltakozott. Az 1871-es választások alkalmával jelöltetéséről önként lemondott és ezzel a politikai élettől is teljesen visszavonult.